# Craugastor rostralis
Craugastor rostralis là một loài ếch thuộc họ Leptodactylidae.
Loài này có ở Guatemala và Honduras.
Môi trường sống tự nhiên của chúng là vùng núi ẩm nhiệt đới hoặc cận nhiệt đới, các đồn điền, và rừng trước đây suy thoái nghiêm trọng.
Chúng hiện đang bị đe dọa vì mất môi trường sống.